# François III de Soyécourt
Pour les autres membres de la famille, voir Maison de Soyécourt.
François III de Soyécourt (vers 1529 - 19 juillet 1596) fut un noble français qui servit sous les rois de France, François Ier et Henri II. Il fut le dernier membre masculin chef de la famille de Soyécourt.

## Biographie
François III de Soyécourt était le fils de Jean III de Soyécourt, chevalier de l'ordre de Saint-Michel et d'Antoinette de Rasse de La Hargerie, unique héritière des seigneuries de Tilloloy, Laucourt.
Il fit construire, vers 1575, le manoir de Regnière-Écluse.

### Carrière militaire
Après avoir été page du roi François Ier, François de Soyécourt embrassa la carrière des armes. En 1548, il servit devant Boulogne-sur-Mer occupée par les Anglais et se fit remarqué lors de la prise d'Ambleteuse. Placé auprès du duc de Guise, il accompagna, en 1550, à Rome le Cardinal de Lorraine pour l'élection d'un nouveau pape, Jean de Lorraine échoua de peu et Jules III fut élu. 
En 1551, il accompagna le maréchal de Saint-André en Angleterre. En 1552, il défendit Metz assiégée par Charles Quint. En 1553, il combattit les Impériaux à Péronne, Forêt et Catillon-sur-Sambre.
Le 12 août 1554, il participa à la Bataille de Renty en tant que guidon (porte-étendard) de la Compagnie des gendarmes du seigneur d'Humières. 
En 1555-1556, il servit en Piémont et dans le duché de Milan sous les ordres du Maréchal de Brissac et participa également aux sièges de Quiers, Ivrée et Volpian. 
Il devint capitaine de deux compagnies de gens de pied et servit avec Louis de Nassau, frère du prince d'Orange jusqu'au Siège de Mons en 1572 pendant la Guerre de Quatre-Vingts Ans. S'étant emparé de la ville, le 23 août Louis de Nassau s'y enferma avec François de Soyécourt et le capitaine de La Noue dit « Bras de fer ». Ils y soutinrent un siège, jusqu'au 19 septembre 1572, subissant un bombardement de 47 pièces de canon. La ville se rendit au duc d'Albe et resta aux Espagnols.
En récompense des services rendus, il reçut le collier l'ordre de Saint-Michel puis se retira de la carrière militaire et rentra en Picardie et séjourna dans son château de Tilloloy.

### Déboires familiaux
François III de Soyécourt avait épousé, le 30 mai 1555, Charlotte de Mailly-Tupigny, veuve de Jean de Taix, grand maître de l'artillerie de France et héritière d'Antoine de Mailly. Ils eurent six enfants, trois fils et trois filles. Les trois fils moururent avant leurs parents :
- Maximilien mourut, dans une bagarre avec son cousin, rue Saint-Honoré, à Paris, le 14 avril 1583 ;
- Charles mourut dans un duel près d'Amiens;
- Abdias;

Les trois frères furent inhumés dans le couvent des Jacobins de Compiègne. Marie Renée de Longueil épouse de Charles Maximilien de Belleforière (1619-1679) fit ériger un mausolée-cénotaphe en leur mémoire dans l'église Notre-Dame de Lorette de Tilloloy.
Les filles survécurent à leurs parents:
- Françoise fut instituée héritière universelle par testament de son père le 10 avril 1591 et par un codicille du 31 juillet 1595;
- Charlotte qui épousa François de La Fontaine, seigneur d'Ognon;
- Suzanne qui épousa Guy de Monceaux.

Charlotte de Mailly mourut le 26 mars 1595 et François de Soyécourt le  19 juillet 1596. Ils reposent dans un mausolée situé dans le chœur de l'église de Tilloloy.
La famille de Soyécourt s'éteignit donc à la mort de François III de Soyécourt. Les titres et les biens de cette famille furent transmis par le mariage de Françoise de Soyécourt avec Ponthus de Belleforière à leur fils Antoine Maximilien de Belleforière

## Pour approfondir